# 加藤大悟
加藤 大悟（かとう だいご、2000年9月19日—），日本的歌手、演員、藝人。日本愛知縣出生，為日本東海地方為活動據點的2人男子偶像團體Hi☆Five成員之一。 隸屬於渡邊娛樂。

## 簡歷
2018年渡邊娛樂舉辦MAG!C☆PRINCE的師弟團成員徵選， 從5,075名參加者中被選為候補生，以TOKAI School Boys的身份開始演藝活動，2019年4月正式以Hi☆Five成員出道。
2020年於舞台催眠麥克風以演員身分出道。2021年演出魔法使的約定，2022年演出音樂劇刀劍亂舞。
2022年5月在NIcoNico頻道+開設官方頻道「A-ways Studio」，簡稱「ウェイスタ」，粉絲名為「はこみん」。
2023年5月15日個人第一支單曲「0%」發售，此首同時也是加藤初次演出及初主演電影「託生君系列：很長很長的故事開始的早晨」之主題曲。9月第一本寫真集「だいじぇすと、」發售。

## 人物
- 身高181公分，血型A型。[4]
- 興趣是釣魚、卡拉OK及遊戲。[4]
- 參與運動：足球。[4]
- 中學一年級時成為西島隆弘的粉絲，每天都在聽西島的歌。

## 演出

### 舞台
- 「催眠麥克風-Division Rap Battle-」- 飾演 四十物十四
  - 「催眠麥克風-Division Rap Battle-」Rule the Stage -track.3- （2020年10月2日 - 11日，TOKYO DOME CITY HALL）[5]
  - 「催眠麥克風-Division Rap Battle-」Rule the Stage -Battle of Pride-（2021年8月14日・15日，大阪公演 / 8月24日・25日，神奈川公演）[6]
  - 「催眠麥克風-Division Rap Battle-」Bad Ass Temple VS 麻天狼（2022年12月1日 - 18日，品川王子飯店Stella Ball）[7]
  - 「催眠麥克風-Division Rap Battle-」《Rep LIVE side B.A.T》（2023年5月30日・31日，Zepp Nagoya / 6月5日・6日，Zepp Osaka Bayside / 6月8日 - 10日，Zepp Haneda（TOKYO））
  - 「催眠麥克風-Division Rap Battle-」-Battle of Pride 2023-（2023年9月3日、大阪城Hall / 9月7日 - 10日，ぴあアリーナMM）
- 舞台「魔法使的約定」[8]- 飾演 希思克利夫
  - 第1章（2021年5月14日 - 30日，天王洲 銀河劇場）
  - 第2章（2021年11月5日 - 22日，天王洲 銀河劇場）
  - 第3章（2022年4月23日 - 5月22日，天王洲 銀河劇場 等）
  - 祝祭系列 Part1（2023年2月17日 - 3月5日，天王洲 銀河劇場）
  - 祝祭系列 Part2（2023年7月8日 - 23日，天王洲 銀河劇場）
- 音樂劇「刀劍亂舞」- 飾演 山姥切國廣
  - 音樂劇「刀劍亂舞」～江水散花雪～（2022年1月30日 - 3月13日，Ai Plaza豐橋 等）[9]
  - 音樂劇「刀劍亂舞」～真劍亂舞祭2022～（2022年6月4日 - 5日，西日本綜合展示場 / 6月9日 - 10日，廣島綠色體育場）[10]
  - 音樂劇「刀劍亂舞」㊇ 亂舞野外祭（2023年9月17日 、9月19日，富士急樂園Conifer Forest）
  - 音樂劇「刀劍亂舞」～陸奧一蓮～（2024年3月10日 - 24日，TOKYO DOME CITY HALL  / 3月30日 - 4月14日，箕面市立文化藝能劇場 大HALL / 4月26日 - 5月6日，TOKYO DOME CITY HALL）
  - 音樂劇「刀劍亂舞」和泉守兼定 堀川國廣 山姥切國廣 参騎出陣 八百八町膝栗毛（8月11日 - 9月1日，Sky Theater MBS 等）
  - 音樂劇「刀劍亂舞」祝玖壽 亂舞音曲祭（2024年11月2日 - 3日、Aichi Sky Expo / 11月15日 - 16日、幕張展覽館）
- 舞台「漆黒天」 -故事的開始-（2022年8月，Sunshine Theatre 等）[11]
- 朗讀劇「青空」（2022年11月6日，博品館劇場）[12]
- 聖誕☆朗讀劇「聖誕夜的故事」（2022年12月28日，新國立劇場 小劇場）- 當日嘉賓[13]
- 朗讀劇「散步 -那片天空-」（2023年1月28日，俳優座劇場）[14]
- 朗讀劇「那片天空」（2023年7月26日，俳優座劇場）[15]
- 朗讀劇「腎上腺素之夜」（2023年10月7日，東京建物 Brillia HALL）[16]
- 戲劇選拔大賞2023（演劇ドラフトグランプリ2023）（2023年12月5日，日本武道館）
- 朗讀劇「起跑線」（2024年11月4日，HULIC HALL東京）
- 朗讀劇「青空」（2025年1月31日，俳優座劇場）
- 音樂劇「獻祭公主與獸王～the KING of BEASTS～」（2025年3月14日 - 30日，天王洲 銀河劇場 等） - 飾演 雷恩哈特

### 電影
- 託生君系列：很長很長的故事開始的早晨（2023年） - 飾演 崎義一 [17]

### 電視劇
- 葵，又去健身房？（葵くん、また、ジム行くんだ?）（2025年2月24日- 、BS富士） - 主演：ナツメ （與高橋健介雙主演）

### 電視節目
- Odaiba!!超次元音樂祭～Z世代明星大集合SP～（2021年8月15日，富士電視台）
- 興趣時刻！刀劍Lovers入門 壹之劍（2022年10月5日，NHK E電視）[18]
- POKAPOKA（ぽかぽか）（2024年4月17日 -，富士電視台系列） - 星期三固定班底[19]

### 網路節目
- 我們的合租屋2.5號室（2022年3月 - ，GYAO!）[20]

### 遊戲配音
- A3!（2024年 - ） -  一ノ枝桃和

### 廣告
- THE BODY SHOP 合作活動[21][22]

### 演唱會
- 加藤大悟 1st LIVE 「origin」（2022年10月7日，名古屋今池Gas Hall；10月9日，東京山野Hall）
- 加藤大悟 2nd LIVE 「PROLOGUE.B」（2023年5月5日，愛知DIAMOND HALL；5月7日，大阪umeda TRAD；5月14日，東京Toyosu PIT）

### 其他活動
- ACTORS☆LEAGUE in Basketball 2022 （2022年10月11日，東京體育館）[23]
- Japan Musical Festival 2022 Winter Season（2022年12月27日，Orchard Hall） -  以 舞台「魔法使的約定」 希思克利夫 角色出場
- ACTORS☆LEAGUE in Games 2023 （2023年6月19日，日本武道館）
- ACTORS☆LEAGUE in Basketball 2023 （2023年10月11日，東京體育館）
- OTOKOMAE FES（2024年1月16日、國立代代木競技場 第一體育館）
- WE ARE MUSIC vol.1（2024年2月23日 - 25日）
- ACTORS☆LEAGUE in Basketball 2024 （2024年9月3日，東京體育館）

## 作品
Hi☆Five相關作品參照「Hi☆Five」條目。

### 個人作品
| 發行日期      | 歌曲名稱 | 備註                                       |
| ------------- | -------- | ------------------------------------------ |
| 2023年5月15日 | 0%       | 託生君系列「很長很長故事開始的早晨」主題曲 |

## 書籍

### 寫真集
- 加藤大悟1st寫真集「だいじぇすと、」（2023年9月29日、主婦與生活社）[25]

## 外部連結
- 加藤大悟-渡邊娛樂個人頁面
- 加藤大悟的X（前Twitter）
- 加藤大悟的Instagram帳戶
- 加藤大悟Staff的X（前Twitter）
- 加藤大悟Niconico Channel「A-ways Studio」[]
- 加藤大悟Niconico Channel「A-ways Studio」的X（前Twitter）